# Liothyrella scotti
Liothyrella scotti är en armfotingsart som beskrevs av Foster 1974. Liothyrella scotti ingår i släktet Liothyrella och familjen Terebratulidae. Inga underarter finns listade i Catalogue of Life.